# Ludwig Prandtl (Schiff)
Die Ludwig Prandtl ist ein deutsches Forschungsschiff, das speziell für den Einsatz in Flachwasserbereichen (Flussmündungen, Küstenbereiche wie die Wattenmeergebiete in der Nordsee und die Boddengewässer in der Ostsee) gebaut wurde. Das Schiff gehört dem Helmholtz-Zentrum Hereon und wird von der F. Laeisz Schiffahrtsgesellschaft bereedert. Der Namensgeber des Schiffes ist der deutsche Physiker Ludwig Prandtl.

## Bau
Die Ludwig Prandtl wurde 1982/1983 unter der Baunummer 234 auf der Heinrich Grube Schiffswerft in Hamburg für das Helmholtz-Zentrum Geesthacht gebaut. Die Kiellegung fand am 1. Juli 1982, der Stapellauf am 25. April 1983 statt. Die Fertigstellung des Schiffes erfolgte im Mai 1983. Im Jahr 2002 wurde das Schiff verlängert.

## Antrieb
Angetrieben wird das Schiff von zwei Zwölfzylinder-Viertakt-Dieselmotoren des Herstellers MAN Truck & Bus AG (Typ: D 2842 LE) mit einer Leistung von jeweils 365 kW, die auf zwei Ruderpropeller wirken. Das Schiff erreicht damit eine Geschwindigkeit von 12 Knoten. Ferner verfügt es über ein Bugstrahlruder, das als Pump-jet ausgelegt ist.

## Ausrüstung
Das Schiff ist für die Forschung mit einem hydraulischen Faltkran, einer Einleiterwinde sowie einer Schleppvorrichtung für Messgeräte ausgerüstet. An Bord befindet sich ein Labor. Eingesetzt wird das Schiff überwiegend für eintägige Forschungsfahrten im Küstengebiet.

## Ersatz
Bei der Hitzler Werft wurde 2022 für 15 Mio. Euro ein 29,9 m langer Neubau in Auftrag gegeben, der unter der Projektbezeichnung Ludwig Prandtl II gebaut wurde. Der mit Wasserstoff angetriebene Neubau soll 2025 als Coriolis in Fahrt gesetzt werden.

## Galerie

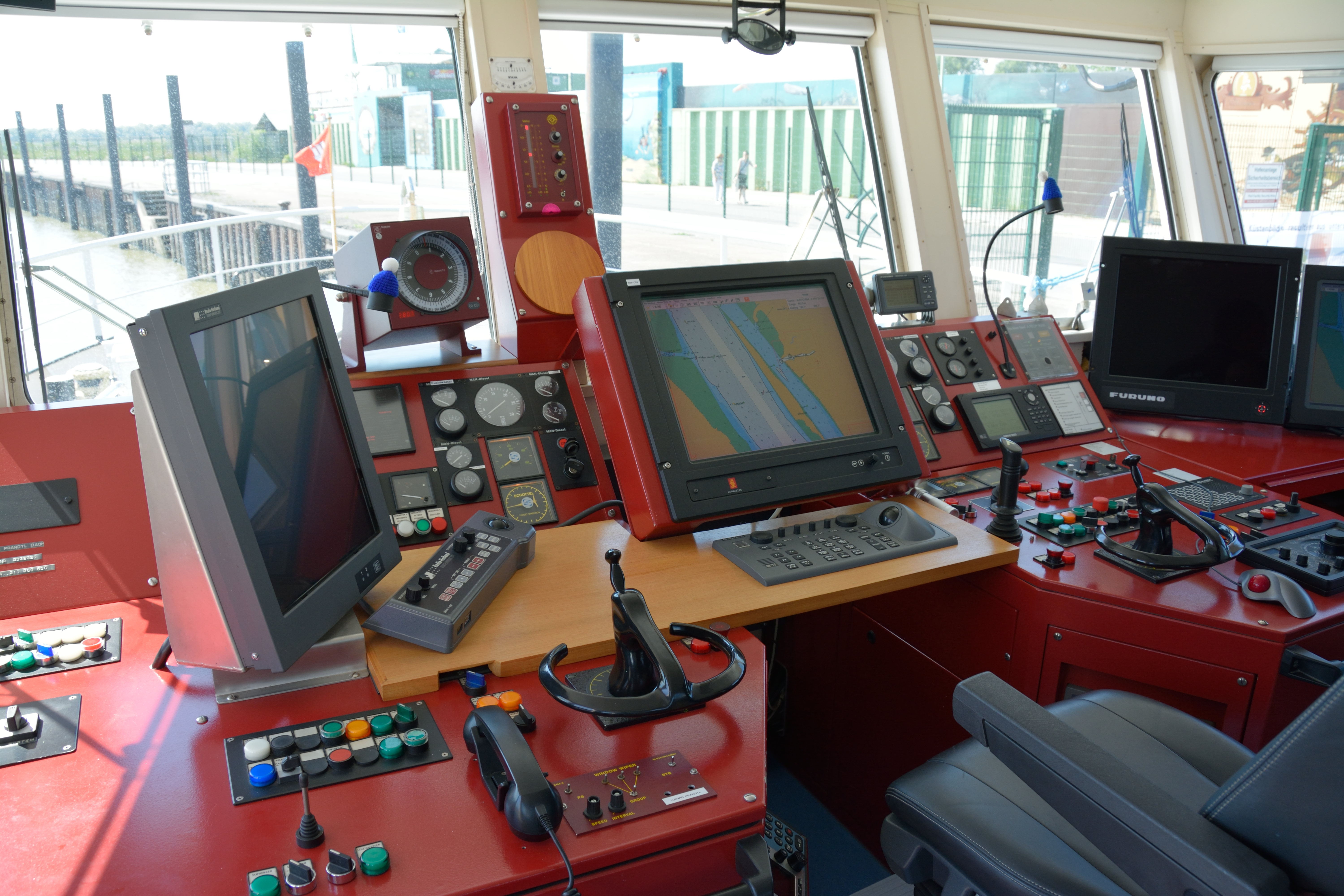
Blick in den Kommandostand
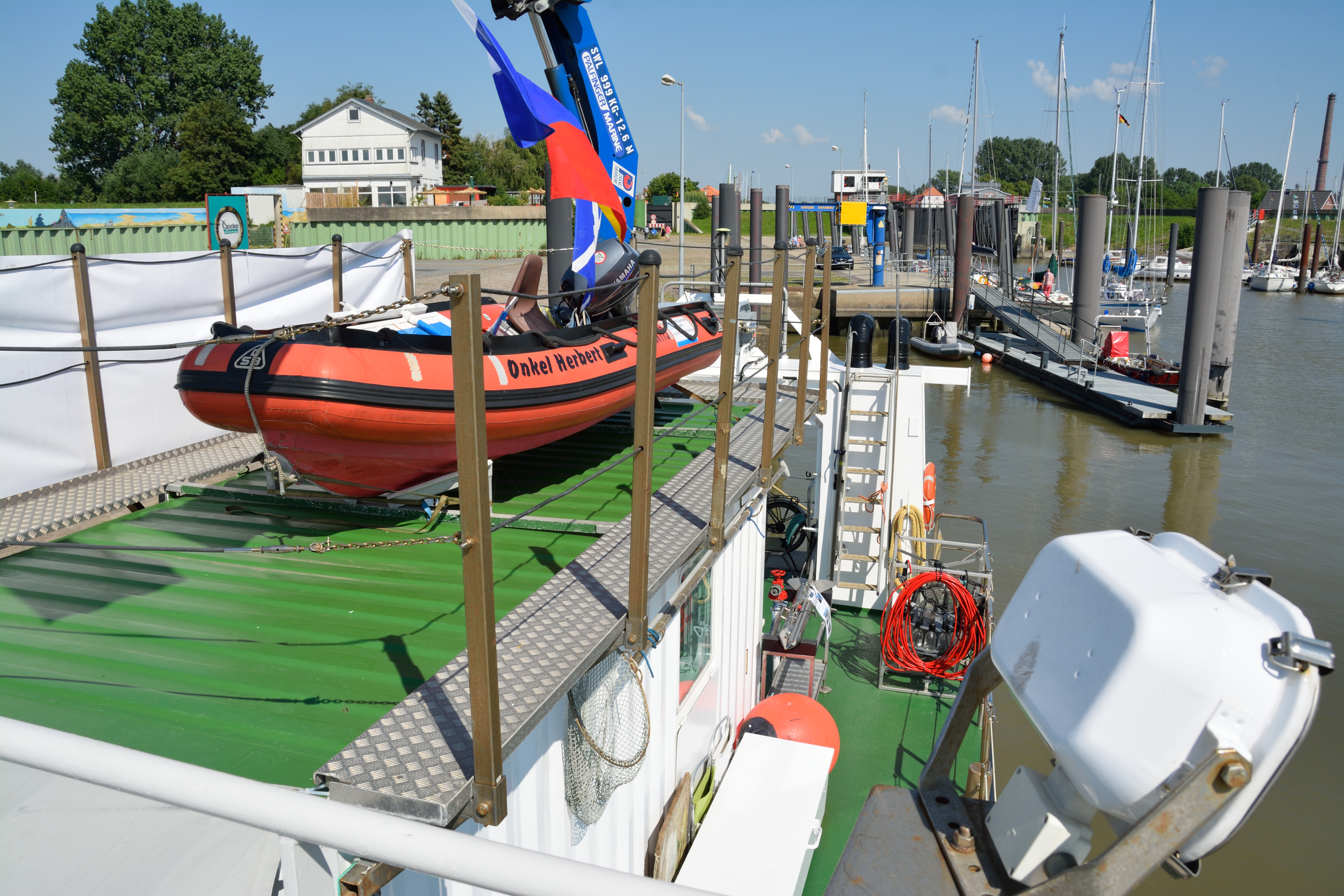
Das Schlauchboot „Onkel Herbert“
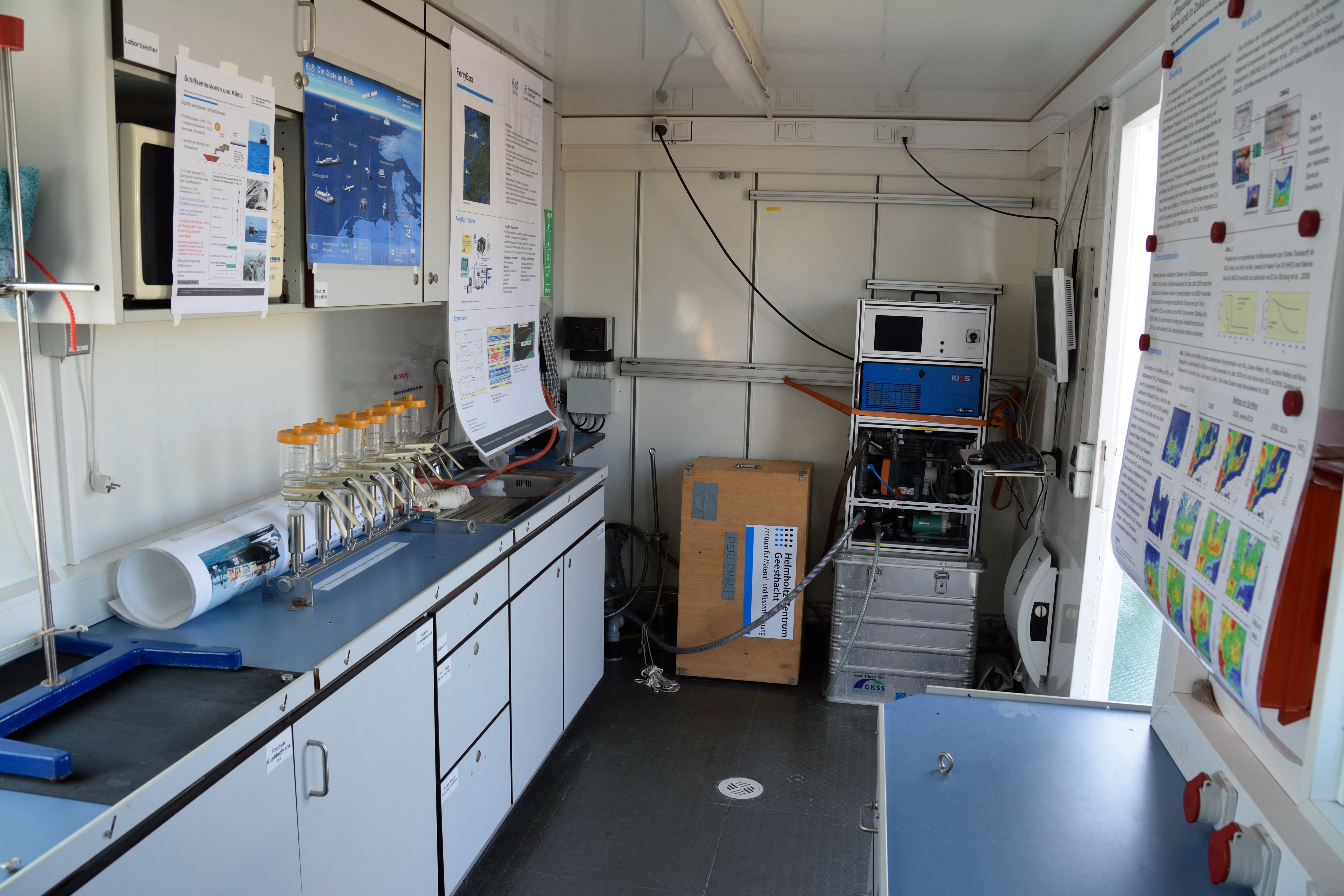
Blick in eines der Labore
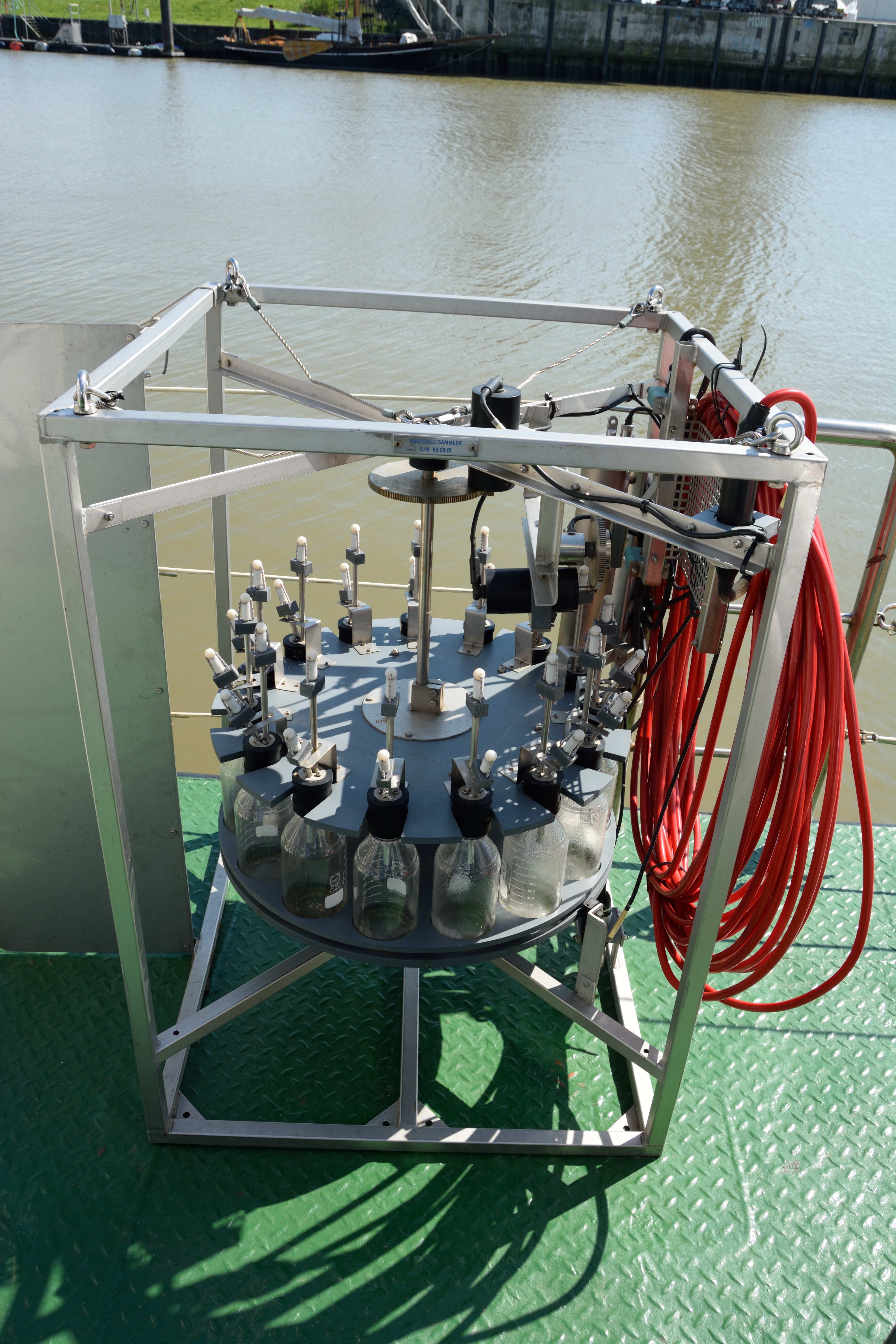
Schleppgerät zur Entnahme von Wasserproben